# Recristallisation (géologie)
Pour les articles homonymes, voir Recristallisation.
Vous pouvez partager vos connaissances en l’améliorant (comment ?) selon les recommandations des projets correspondants.

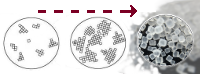
Processus de recristallisation.

La recristallisation est un processus diagénétique qui implique un changement de cristallinité de la phase préexistante, sans modification chimique. Exemples : augmentation de la taille moyenne des cristaux par coalescence dans une masse déjà cristallisée ; « inversion » de l'aragonite en calcite.